# Pachygnatha rotunda
Pachygnatha rotunda är en spindelart som beskrevs av Saito 1939. Pachygnatha rotunda ingår i släktet Pachygnatha och familjen käkspindlar. Inga underarter finns listade i Catalogue of Life.